# 알래스카 북쪽 경사
알래스카 북쪽 경사 또는 알래스카 노스 슬로프(Alaska North Slope)는 북극해의 두 연안해(marginal sea)를 따라 브룩스 산맥(Brooks Range)의 북쪽 경사면에 위치한 미국 알래스카주 지역이다. 축치해는 포인트 배로의 서쪽에 있고, 보퍼트해는 동쪽에 있다.

## 같이 보기
- 노스슬로프군
- 이누이트
- 이누피아크어
- 로제타 스톤
- 올라빅 국립공원